# Флото
Флото (на немски: Vlotho) е град в Северен Рейн-Вестфалия в Германия с 18 914 жители (към 31 декември 2015).
През Флото тече река Везер.